# Naiera
Naiera (łac. Naiarensis) – stolica historycznej diecezji w metropolii Tarragona istniejącej od 923 roku, a włączonej w 1170 w skład diecezji Calahorra. 
Współcześnie miasto Nájera we wspólnocie autonomicznej La Rioja w Hiszpanii. Obecnie katolickie biskupstwo tytularne ustanowione w 1969 przez papieża Pawła VI. 

## Biskupi tytularni
| Lp. | Biskup             | Funkcja                               | Od            | Do                |
| --- | ------------------ | ------------------------------------- | ------------- | ----------------- |
| 1   | Patrick Ahern      | biskup pomocniczy Nowego Jorku (USA)  | 3 lutego 1970 | 19 marca 2011     |
| 2   | Timothée Bodika    | biskup pomocniczy Kinszasy (DR Konga) | 2 lutego 2012 | 19 listopada 2016 |
| 3   | Bernard Shlesinger | biskup pomocniczy Atlanty (USA)       | 15 maja 2017  |                   |